# خوانگ چی‌یینگ
خوانگ چی‌یینگ (چینی: 黃麒英؛ حوالی ۱۸۱۵–۱۸۸۶) که در دنیای غرب با نام وانگ کی-یینگ (انگلیسی: Wong Kei-ying) هم شناخته می شود، یک استاد هنرهای رزمی و پزشک اهل چین بود.
وی در دوران حکمفرمایی دودمان چینگ زندگی می‌کرد و یکی از ده ببر کانتون محسوب می‌شود. پسر او وانگ فی-هونگ در چین، یک قهرمان ملی-مردمی محسوب می‌شود.